# Dunfermline Abbey

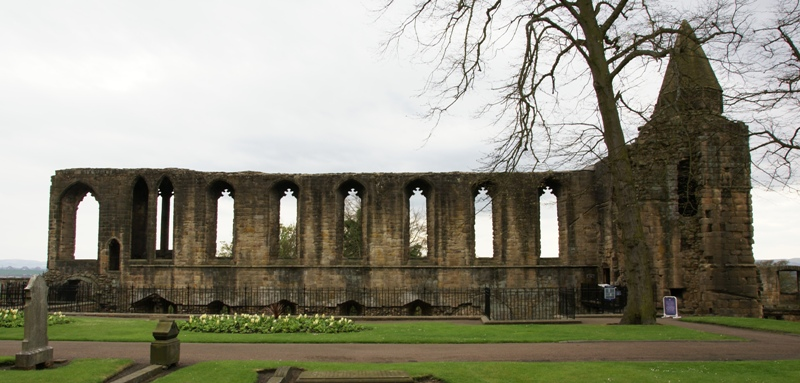
Refter in de zuidvleugel, gezien vanuit het noorden waar de abdijkerk staat.

Dunfermline Abbey is een (ruïne van een) twaalfde-eeuwse Benedictijnse abdij, gelegen in Dunfermline in de Schotse regio Fife. De abdij werd in plaats van Iona Abbey de koninklijke begraafplaats; zo werden bijvoorbeeld Malcolm III en Robert the Bruce hier begraven. Na de reformatie in 1560 werd het gasthuis omgebouwd tot Dunfermline Palace en werd de abdijkerk deels gebruikt als parochiekerk, totdat begin negentiende eeuw door de Church of Scotland een nieuwe parochiekerk (The Abbey Church) werd gebouwd op de plaats van het ingestorte oostelijke deel van de abdijkerk. Onder de overgebleven delen van de abdij zijn een poortgebouw, refter, keukens en het schip van de twaalfde-eeuwse abdijkerk.

## Geschiedenis

### Stichting
In de elfde eeuw stichtte Margaretha van Schotland (Queen Margaret) de eerste Benedictijnse priorij in Dunfermline. De Benedictijnen kwamen vermoedelijk van Canterbury. De priorij had een kleine kerk, die gewijd was aan de Heilige Drievuldigheid, gelegen op de plaats van het schip van de latere abdijkerk. Koningin Margaretha, kleindochter van Edmund II van Engeland, trouwde rond 1070 Malcolm III van Schotland.
De jongste zoon van Malcolm III en Margaretha was David I, die in 1124 de troon besteeg. Hij veranderde de kleine priorij in een grote abdij, Dunfermline Abbey. In 1128 werd Geoffrey, prior van Canterbury, de eerste abt. David I schonk grote bedragen en vele landerijen aan de abdij. De abdij werd gebouwd in romaanse stijl. Er waren uiteindelijk 25 parochies verbonden aan de abdij, die alle tienden betaalden.
In de jaren dertig van de twaalfde eeuw had de abdij al priorijen gesticht in Urquhart en bij Elgin.

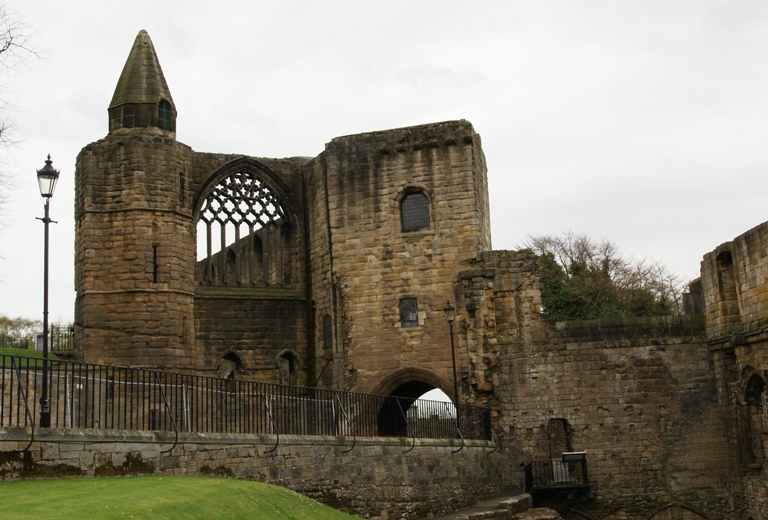
Pends Gate met het raam van de refter. Rechts Dunfermline Palace.

### Koninklijke begraafplaats
Malcolm III en Margaretha waren in eerste instantie begraven dicht bij het hoofdaltaar van de originele kerk in respectievelijk 1115 en 1093. In 1249 werd Margaretha heilig verklaard en het jaar erop werden zij en Malcolm III herbegraven in een speciale kapel aan het oosteinde van het koor. Deze kapel werd bekend onder de naam St Margaret's Chapel. Dat Dunfermline Abbey de koninklijke begraafplaats werd in plaats van Iona Abbey die deze rol als sinds de eerste Schotse koning Kenneth I vervulde, werd deels veroorzaakt doordat de invloed van Noorwegen op de Hebriden, waaronder Iona, was toegenomen.
Alle zeven kinderen van Malcolm III en Margaretha zijn begraven in Dunfermline Abbey, evenals de koningin van Alexander I. David I werd in 1153 begraven vóór het hoofdaltaar van de (nieuwe) abdijkerk.
Verder werden de koningen Malcolm IV (in 1165), Alexander III (1286, aan de noordzijde van het hoofdaltaar) en zijn gade Margaret (1274) er begraven.
Aan het begin van de Schotse onafhankelijkheidsoorlogen viel Eduard I van Engeland Schotland binnen. In 1303 maakte hij van Dunfermline Abbey zijn winterhoofdkwartier. Hij vernielde hierbij een groot deel van de abdij. De abdij werd grotendeels herbouwd.
In 1329 werd het lichaam van Robert the Bruce begraven in het midden van het monnikenkoor. Zijn hart werd begraven in Melrose Abbey. Andere leden van het koningshuis waarvan gedacht wordt dat ze in Dunfermline Abbey begraven liggen zijn Elisabeth, de vrouw van Robert the Bruce, (1327); hun dochter Matilda (1353); zijn zus Christian the Bruce (1356); Annabella, de vrouw van Robert III (1401); Robert Stewart, Hertog van Albany en zoon van Robert II (1420); en Robert, zoontje van Jacobus VI (1602). Het adellijk huis van de Stewarts, dat in 1371 aan de macht kwam, verschoof de koninklijke begraafplaats in principe naar Holyrood Abbey. Dunfermline Abbey verloor daarmee het koninklijke patronaat.
In 1329 werd een nieuwe refter gebouwd. Later in de veertiende eeuw werd de abdij uitgebreid met een poortgebouw, nieuwe keukens en een hospitium.

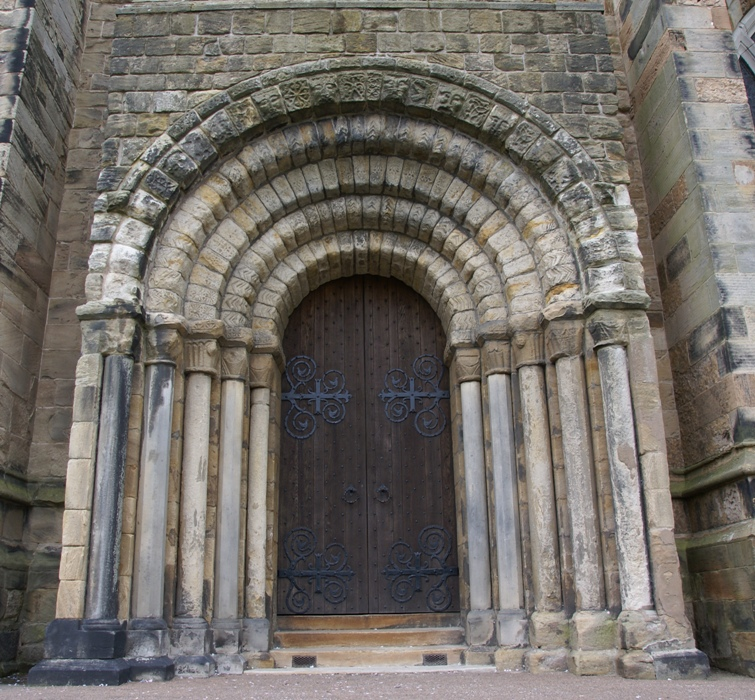
Twaalfde-eeuwse westelijke ingang van de abdijkerk

### Na de reformatie
Toen in 1560 de reformatie plaatsvond, was Dunfermline Abbey de op twee na rijkste abdij van Schotland. Er waren echter nog maar 25 monniken in residentie. Er was geen abt, maar slechts een administrateur (commendator). In 1500 werd de eerste administrateur aangesteld, namelijk James Stewart, broer van Jacobus IV van Schotland.
Door de reformatie raakte de abdij in onbruik en raakte in verval. In 1563 was het dak van het koor verdwenen en het schip stond op instorten. Dit werd voorkomen doordat het in gebruik werd genomen als parochiekerk.
Het gasthuis van de abdij werd omgevormd tot een koninklijke residentie, die bekend werd als Dunfermline Palace. Het paleis was een bruidsgift van Jacobus VI aan zijn vrouw Anna van Denemarken in 1589.
In 1672 stortte het koor in; de oostelijke muur volgde in 1726 en in 1753 stortte de centrale toren in. In 1807 liet een storm de zuidwestelijke toren instorten. Er stond slechts nog een deel van de abdijkerk overeind, namelijk het westelijke deel van het schip. In 1817 ontwierp architect William Burn een nieuwe kerk, die in de periode 1818-1821 werd gerealiseerd. Hij ontwierp een nieuwe parochiekerk met toren die werd aangebouwd tegen het overgebleven deel van het middeleeuwse schip. Op 30 november 1821 werd de kerk in gebruik genomen. Deze parochiekerk is in de 21e eeuw nog steeds in gebruik door de Church of Scotland. Tijdens de bouw werden menselijke resten gevonden waarvan men dacht dat deze van Robert the Bruce waren; deze werden op 5 november 1819 herbegraven onder de nieuwe kansel.

## Bouw

### Abdij
Het abdijterrein besloeg ooit negen hectare. Door het verval van de abdij na de reformatie is veel verdwenen, zoals de oostvleugel waar zich de kapittelzaal en het dormitorium zich bevond, en de westvleugel waar de opslagruimtes waren.
Overgebleven zijn de ruïnes van de zuidvleugel, van het westelijk deel van het schip van de abdijkerk en van St Margaret's Chapel.

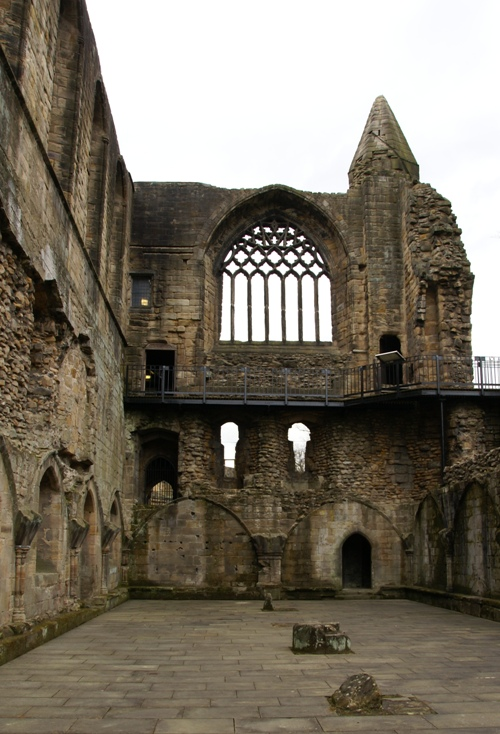
Refter met het westelijke gotische raam

#### Zuidvleugel
De zuidvleugel is nog grotendeels te zien. In deze vleugel bevond zich de vroeg-veertiende-eeuwse refter. Het grote gotische westraam is overgeleverd. Aan de zuidwestzijde bevindt zich een poortgebouw, Pends Gate geheten, dat het bezoekerscentrum voor Dunfermline Abbey en Dunfermline Palace huisvest. Onderdeel van het bezoekerscentrum is sinds 1897 een klein museum. Het poortgebouw had een houten borstwering die steunde op kraagstenen. Gekoppeld aan het poortgebouw liggen aan de zuidzijde de keukens met aansluitend het voormalig hospitium, dat in de zestiende eeuw werd verbouwd tot Dunfermline Palace. Het keukenblok bestond uit twee keukens boven elkaar, waarvan de onderste grotendeels is overgebleven. Er waren daar zeker drie grote haarden. Onder de keukens bevond zich een opslagkelder.

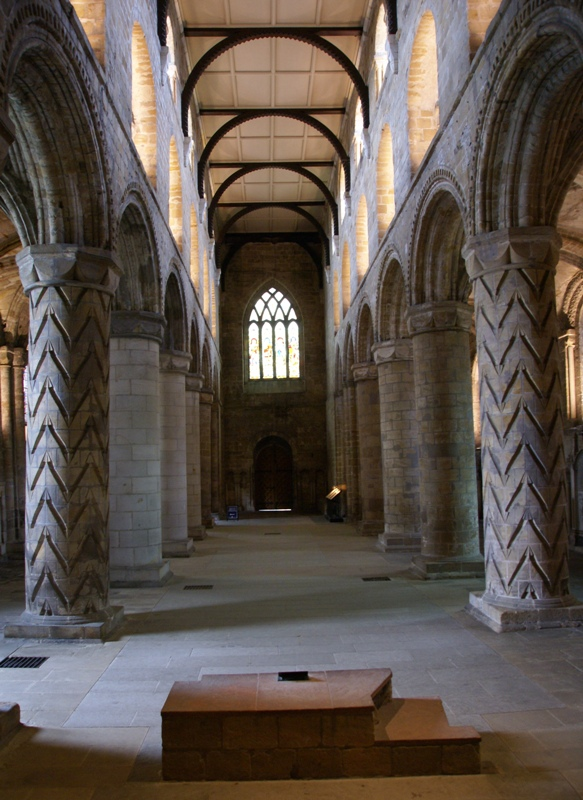
In het twaalfde-eeuwse schip, kijkende naar het westen. Vooraan zijn de zigzag-patronen op de oostelijke pilaren te zien.

#### Schip van de abdijkerk
De abdijkerk was gebouwd in de vorm van een kruis. Aan de oostzijde lagen het hoogaltaar en het koor. De kerk had een centrale toren. Er rest slechts het westelijk deel van het schip, dat gebouwd werd tussen 1128 en 1150 in romaanse stijl. In de jaren twintig van de zeventiende eeuw werden steunberen aangebracht om het schip tegen instorten te behoeden. Ook de westelijke torens zijn niet oorspronkelijk, daar bijvoorbeeld de originele zuidwestelijke toren in de negentiende eeuw bij een storm instortte. Tegen dit westelijke schip, op de plaats van het vroegere koor, werd in de negentiende eeuw een nieuwe parochiekerk gebouwd die bekendstaat onder de naam The Abbey Church (de abdijkerk).
De middeleeuwse abdijkerk had een aantal ingangen die bewaard zijn gebleven. Zo is er de grootse ingang met vijf bogen aan de westzijde van het schip die gereserveerd was voor speciale gelegenheden. Het raam boven deze ingang is het gevolg van een verandering in de vijftiende eeuw. De twee torens die de ingang flankeren zijn niet de oorspronkelijke. De noordelijke toren werd herbouwd door abt Richard de Bothwell (1446-1482); de zuidtoren werd herbouwd door William Stark nadat de toren was ingestort in 1807. Aan de noordzijde van het schip bevindt zich de ingang voor de leken. Deze ingang heeft vier bogen. Aan de zuidzijde van het schip bevinden zich twee ingangen. De oostelijke ingang is origineel; dit was de ingang van de monniken. Deze ingang is goed bewaard gebleven, mede dankzij een mausoleum dat eromheen werd gebouwd. In 1905 werd het mausoleum deels afgebroken. De westelijke ingang in de zuidmuur stamt uit de vijftiende eeuw.
Het romaanse schip heeft drie niveaus. Op het onderste niveau staan de pilaren die het gebouw dragen. De pilaren aan de oostzijde zijn versierd met zigzag-patronen. Vermoedelijk was dit bedoeld om de aandacht te vestigen op het altaar dat aan de oostelijke zijde van het schip stond opgesteld. De twee hogere niveaus zijn relatief weinig versierd. Het tweede niveau is een galerij met halfronde bogen, het zogenaamde triforium. Het derde niveau heeft eveneens halfronde bogen zonder dat er een galerij is; ramen zorgen voor licht en ventilatie. Het derde niveau wordt de clerestory genoemd.
De noordwestelijke hoek van het schip is herbouwd halverwege de vijftiende eeuw. Onder de uitgevoerde veranderingen vallen onder andere de grote ramen in de noordelijke muur en de overkapping van de noordelijke ingang.
Op het plafond van het oostelijke deel van de noordzijde bevindt zich een zestiende-eeuwse schildering. Op deze schildering zijn vier heiligen te zien waaronder Sint-Petrus, Sint-Paulus en Sint-Andreas. Eronder is de gedenksteen van Robert Pitcairn (overleden 1584) aan de muur bevestigd. Hij was commendator van de abdij na de reformatie, aartsdeken van St Andrews en Secretaris voor Schotland in de periode 1571-1583. In de noordwestelijke toren bevindt zich het grafmonument van William Schaw (overleden 1602), master of works van koningin Anna.

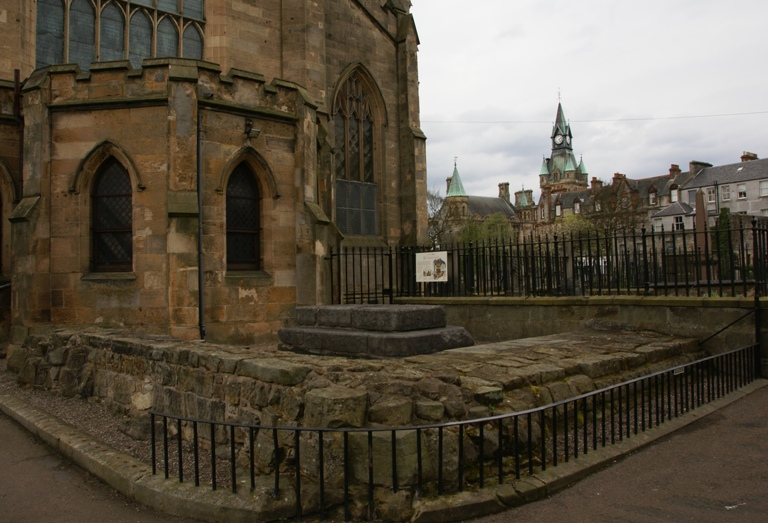
St Margaret's Chapel

#### St Margaret's Chapel
Aan de oostelijke zijde van de nieuwe parochiekerk The Abbey Church zijn de resten te zien van St Margaret's Chapel waar de Heilige Margaretha werd begraven met haar man Malcolm III. Oorspronkelijk lag deze kapel ten oosten van het hoogaltaar van de middeleeuwse abdijkerk. Enkel het voetstuk waar de schrijn op stond is overgebleven. De schrijn trok in de middeleeuwen vele pelgrims.

### The Abbey Church
Op de plaats van het koor van de abdijkerk werd in de negentiende eeuw een nieuwe parochiekerk gebouwd. De toren aan het oosteinde van de kerk draagt in stenen letters rondom de trans de tekst King / Robert / the / Bruce (Koning Robert the Bruce). De parochie heet Dunfermline Abbey.

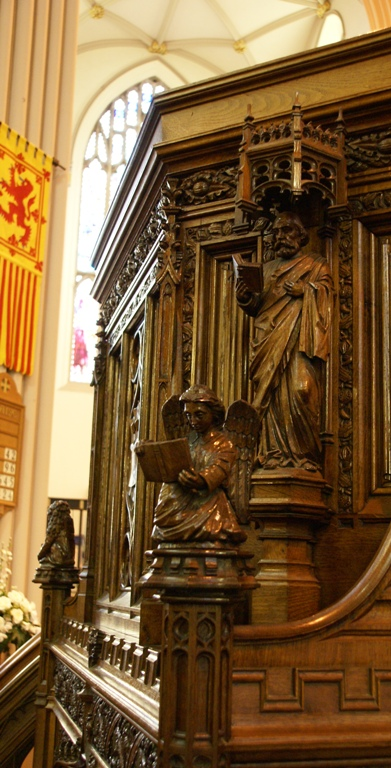
Detail kansel in The Abbey Church: vooraan de evangelist Marcus

#### Kansel
De kansel is in 1890 gemaakt door William Paterson. De kansel heeft op de hoeken de vier evangelisten, afgebeeld als leeuw (Mattheus), een simpel persoon (Marcus), os van het offer (Lucas) en adelaar (Johannes). Twaalf verschillende cirkels representeren de twaalf discipelen. Drie panelen beelden de Passie van Christus uit: het kleed en de dobbelstenen; de doornenkroon en de nagels; de speer en de spons op een speer.
De lezenaar stamt uit 1931 en is gemaakt door Thomas Good.

#### Gebrandschilderde ramen
Het oostraam boven de kansel wordt het McLaren Window of Sacramental Window (1904) genoemd en toont onder andere het Laatste Avondmaal.
In het noordelijke transept bevindt zich het The Bruce Memorial Window, dat stamt uit 1974. De onderste ramen tonen Robert the Bruce in het midden met links de graaf van Moray en Sir James Douglas en met rechts Walter the Steward en Angus Ogg MacDonald, Lord of the Isles (Heer van de Eilanden). Zij steunden Robert the Bruce tijdens de Schotse onafhankelijkheidsoorlogen.
De ramen erboven tonen Christus in het midden met links Sint Ninian en Sint Andreas en met rechts Sint Columba en Sint Fillan. De bovenste ramen tonen het Lam Gods met onder andere de symbolen van de Twaalf Apostelen: de vis van Andreas, het tau-kruis en mand van Filippus, de boot van Judas Taddeüs, de schelpen van Jacobus de Meerdere, de beker en slang van Johannes, de dubbele bijl en bijbel van Mattias, de timmermansdriehoek en speer van Thomas, de messen van Bartolomeüs, de beurzen van Matteüs, de vis en haak van Simon de Zeloot, de zaag van Jakobus de Mindere en de sleutels van Petrus.
In het zuidelijk transept bevindt zich het Malcolm and Margaret Window. In het onderste deel van het raam wordt het huwelijk tussen Malcolm III van Schotland en Sint Margaretha uitgebeeld. In het deel erboven wordt uitgebeeld hoe Sint Margaretha haar kinderen leert de armen te helpen.

#### Grafmonumenten
In het zuidelijk transept bevinden zich meerdere marmeren monumenten van de familie Bruce. Zo bevindt zich aan de oostzijde het monument gemaakt door Foley van Londen in 1867 ter nagedachtenis van generaal-majoor Robert Bruce in opdracht van zijn weduwe. Hij was de assistent en leermeester van de Eduard VII, Prins van Wales. Een paneel vertelt hoe hij ziek werd op een reis naar het Heilige Land, een fatale ziekte opliep en verpleegd werd door de prins.

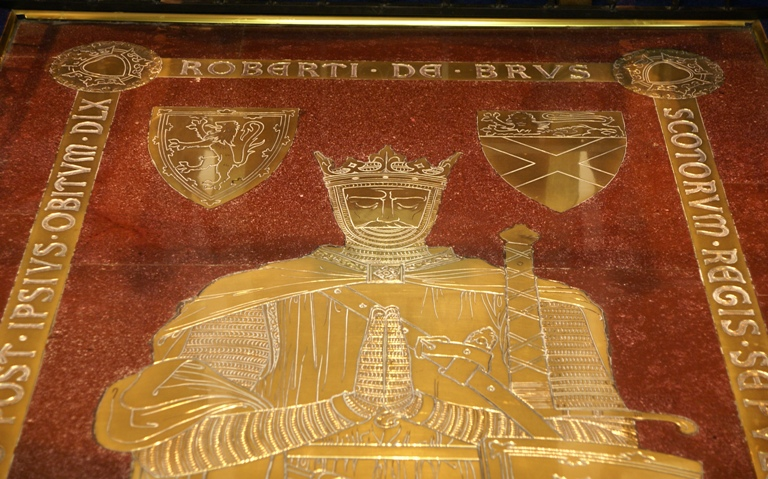
Detail van de bronzen plaat over de tombe van Robert the Bruce in The Abbey Church.

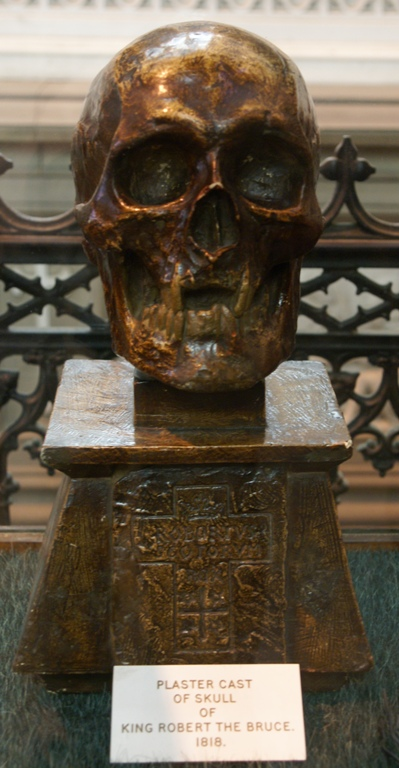
Afgietsel van de schedel van Robert the Bruce

#### Robert the Bruce
Robert the Bruce werd in 1329 begraven in de abdijkerk. In 1818 werd tijdens de werkzaamheden ter voorbereiding van de bouw van de nieuwe Abbey Church een tombe van gepolijste baksteen ontdekt met erin een eiken kist bedekt met twee loden bladen. Van het stoffelijk overschot werd vastgesteld dat het borstbeen beschadigd was; van Robert the Bruce was het hart uit het lichaam gehaald zodat het hart kon worden meegenomen in een kruistocht. In 1819 werd Robert the Bruce ceremonieel herbegraven onder de kansel van de nieuwe kerk. In 1889 werd een bronzen gedenkplaat, geschonken door de graaf van Elgin, aangebracht. De Latijnse inscriptie op de plaat kan worden vertaald als: De tombe van Robert the Bruce, Koning der Schotten, gelukkigerwijs in 1818 ontdekt in de ruïnes, is opnieuw gemerkt met deze plaat in het 560ste jaar na zijn dood.
Een afgietsel van de schedel van Robert the Bruce is tentoongesteld in de kerk.

## Beheer
Dunfermline Abbey, inclusief het middeleeuwse schip en St Margaret's Chapel, wordt beheerd door Historic Scotland, net als het nabijgelegen Dunfermline Palace. De Abbey Church wordt beheerd door de Church of Scotland.